# Tolga Seyhan
Tolga Seyhan (Giresun, 17 gennaio 1977) è un ex calciatore turco, di ruolo centrocampista.

## Palmarès

### Competizioni nazionali
- Campionato ucraino: 1

Šachtar Donec'k: 2005-2006
- Supercoppa d'Ucraina: 2

Šachtar Donec'k: 2005